# Mirosław Dymarski
Mirosław Jan Dymarski (ur. 1959 r.) – polski historyk i politolog, specjalizujący się w europeistyce, historii najnowszej, historii Polski i powszechnej, historii XIX-XX w. oraz myśli politycznej; nauczyciel akademicki związany z Uniwersytetem Wrocławskim.

## Życiorys
Po egzaminie maturalnym zdanym w 1979 roku, podjął studia historyczne na Wydziale Historyczno-Filozoficznym Uniwersytetu Wrocławskiego, które ukończył w 1984 roku stopniem magistra. Na rok przed zakończeniem studiów został pracownikiem Instytutu Politologii UWr. Początkowo był pracownikiem technicznym w Pracowni Dokumentacji i Metodyki, zajmującej się archiwizowaniem dokumentów życia politycznego, a po otrzymaniu dyplomu magistra został asystentem. 
W 1989 roku uzyskał stopień naukowy doktora nauk humanistycznych w zakresie historii na podstawie pracy pt. Ziemie postulowane (ziemie nowe) w prognozach i działaniach polskiego ruchu oporu 1939–1945, napisanej pod kierunkiem prof. Wojciecha Wrzesińskiego. Następnie otrzymał stanowiska adiunkta. W 2000 roku po obronie swojej rozprawy nt. Stosunki wewnętrzne wśród polskiego wychodźstwa politycznego i wojskowego we Francji i w Wielkiej Brytanii 1939–1945 w Instytucie Historycznym UWr Rada Wydziału Nauk Historycznych i Pedagogicznych UWr nadała mu stopień naukowy doktora habilitowanego nauk humanistycznych w zakresie historii o specjalności historia najnowsza Polski i powszechna. W 2004 roku został mianowany profesorem nadzwyczajnym w Zakładzie Historii Najnowszej i Ruchów Społecznych Instytutu Politologii UWr. W 2011 roku prezydent Polski Bronisław Komorowski nadał mu tytuł profesora nauk humanistycznych.
Był stypendystą Fundacji na rzecz Nauki Polskiej, Fundacji Lanckorońskich (kilkukrotnie) oraz profesorem wizytującym w Uniwersytecie Warszawskim. W latach 2005–2008 był zastępcą dyrektora Instytutu Politologii UWr, wiceprzewodniczący Uczelnianej Komisji Wyborczej UWr w latach 2002–2008 oraz członkiem Komisji Środkowoeuropejskiej Polskiej Akademii Umiejętności. Ponadto od 2006 do 2008 roku był członkiem Rady Naukowej Centrum Willy’ego Brandta na Uniwersytecie Wrocławskim.

## Dorobek naukowy
Specjalizuje się w historii Półwyspu Bałkańskiego XIX i XX wieku oraz współczesnych stosunkach międzynarodowych na półwyspie, a także historii Polski okresu II wojny światowej. Jest autorem czterech książek, współredaktor dwóch i autor ponad 50 artykułów z zakresu historii Bałkanów XIX i XX wieku oraz stosunków międzynarodowych na półwyspie, a także historii Polski okresu II wojny światowej. Prowadził badania m.in. w Sofii, Salonikach, Cetinje, Podgoricy, Londynie, Ann Arbor i Edirne. Jest promotorem pięciu zakończonych rozpraw doktorskich.
Do jego ważniejszych publikacji należą:
- Winstona Churchilla stanowisko wobec sprawy polskiej, Wrocław 1995.
- Ziemie postulowane (ziemie nowe) w prognozach i działaniach polskiego ruchu oporu. 1939-1945, Wydawnictwo Uniwersytetu Wrocławskiego, Wrocław 1997, ISBN 83-229-1582-9.
- Polskie obozy odosobnienia we Francji i w Wielkiej Brytanii w latach 1939-1942, Warszawa 1997.
- Stosunki wewnętrzne wśród polskiego wychodźstwa politycznego i wojskowego we Francji i w Wielkiej Brytanii. 1939-1945, Wydawnictwo Uniwersytetu Wrocławskiego, Wrocław 1999, ISBN 83-229-1941-7.
- Europa Środkowo-Wschodnia w polskiej myśli politycznej, Wydawnictwo Uniwersytetu Wrocławskiego, Wrocław 2004, ISBN 83-229-2497-6.
- Konflikty na Bałkanach w okresie kształtowania się państw narodowych w XIX i na początku XX wieku, Wydawnictwo Uniwersytetu Wrocławskiego, Wrocław 2010, ISBN 978-83-229-3155-4.